# Savoia, urrah!
Savoia, urrah! è un mediometraggio muto italiano del 1915 diretto da Eduardo Bencivenga.